# Otto van Veen
Otto van Veen, známý také pod latinským jménem Otto Venius nebo Octavius Vaenius (1556, Leiden – 6. května 1629, Brusel), byl malíř, kreslíř a humanista působící zejména v Antverpách a Bruselu na konci 16. a na počátku 17. století. Je známý svými obrazy náboženských a mytologických scén, alegorií a portrétů, které vytvářel ve své velké dílně v Antverpách. Dále navrhl několik emblémových knih a byl v letech 1594 nebo 1595 až 1598 učitelem Rubense. Jeho role klasicky vzdělaného humanistického umělce (pictor doctus) měla na mladého Rubense velký vliv. Byl dvorním malířem po sobě jdoucích guvernérů habsburského Nizozemí, včetně arcivévodů Albrechta a Isabely.

## Životopis
Van Veen se narodil kolem roku 1556 v Leidenu, kde jbyl jeho otec Cornelis Jansz. Van Veen (1519–1591) starostou. Pravděpodobně byl žákem Isaaca Claesze van Swanenburga až do října 1572, kdy se katolická rodina přestěhovala do Antverp a poté do Lutychu. Nějakou dobu studoval u Dominicuse Lampsonia a Jeana Rameye. Kolem roku 1574 nebo 1575 odcestoval do Říma a zůstal tam asi pět let, možná studoval u Federica Zuccariho. Historik Karel van Mander píše, že van Veen pracoval u dvora Rudolfa II. v Praze a Viléma V. Bavorského v Mnichově, než se vrátil do Nizozemska. V Bruselu pracoval do roku 1592 jako dvorní malíř guvernéra jižního Nizozemska Alexandra Farnese, vévody z Parmy. Poté odešel do Antverp.

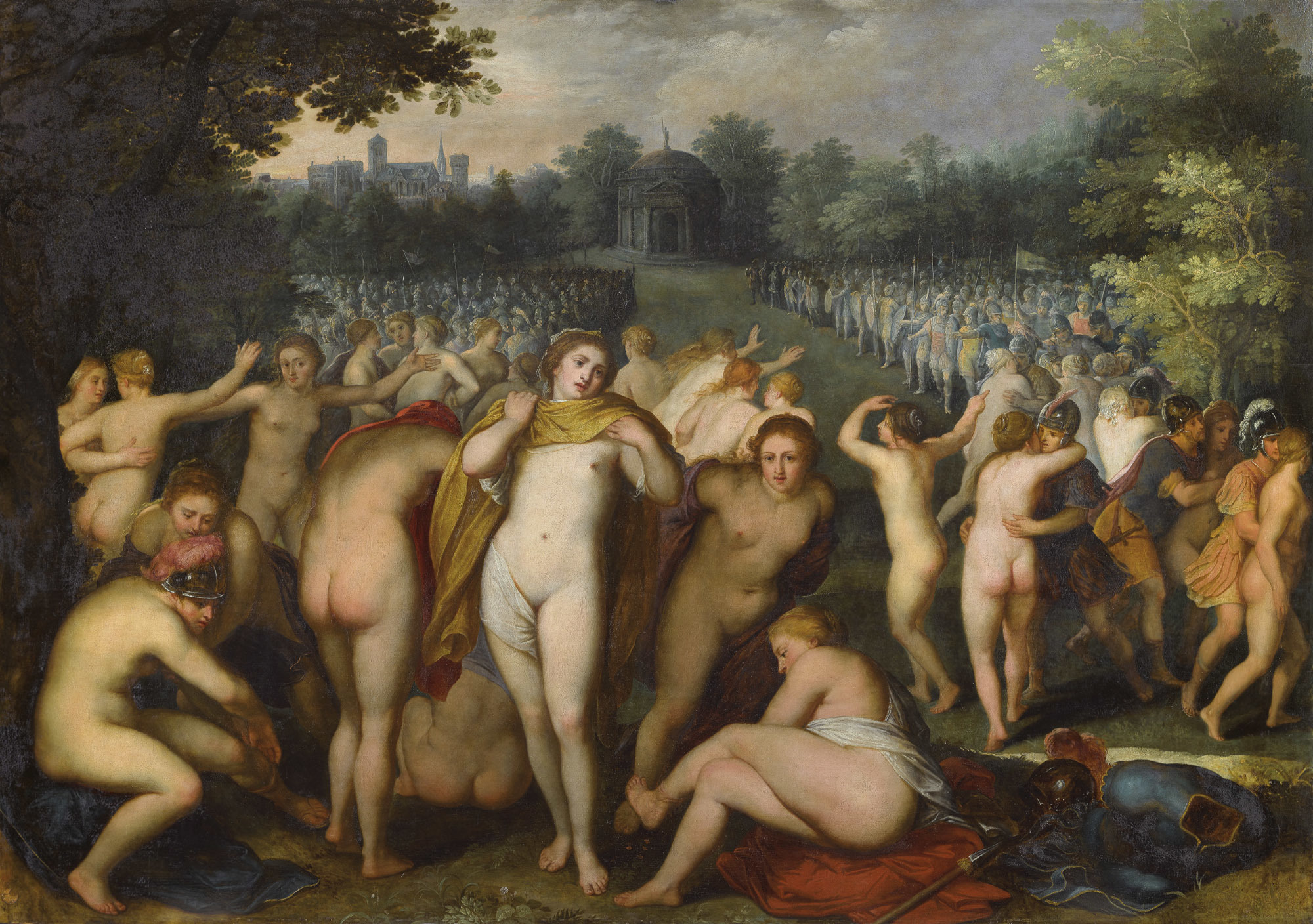
Amazonky a Skythové, 1597-1599

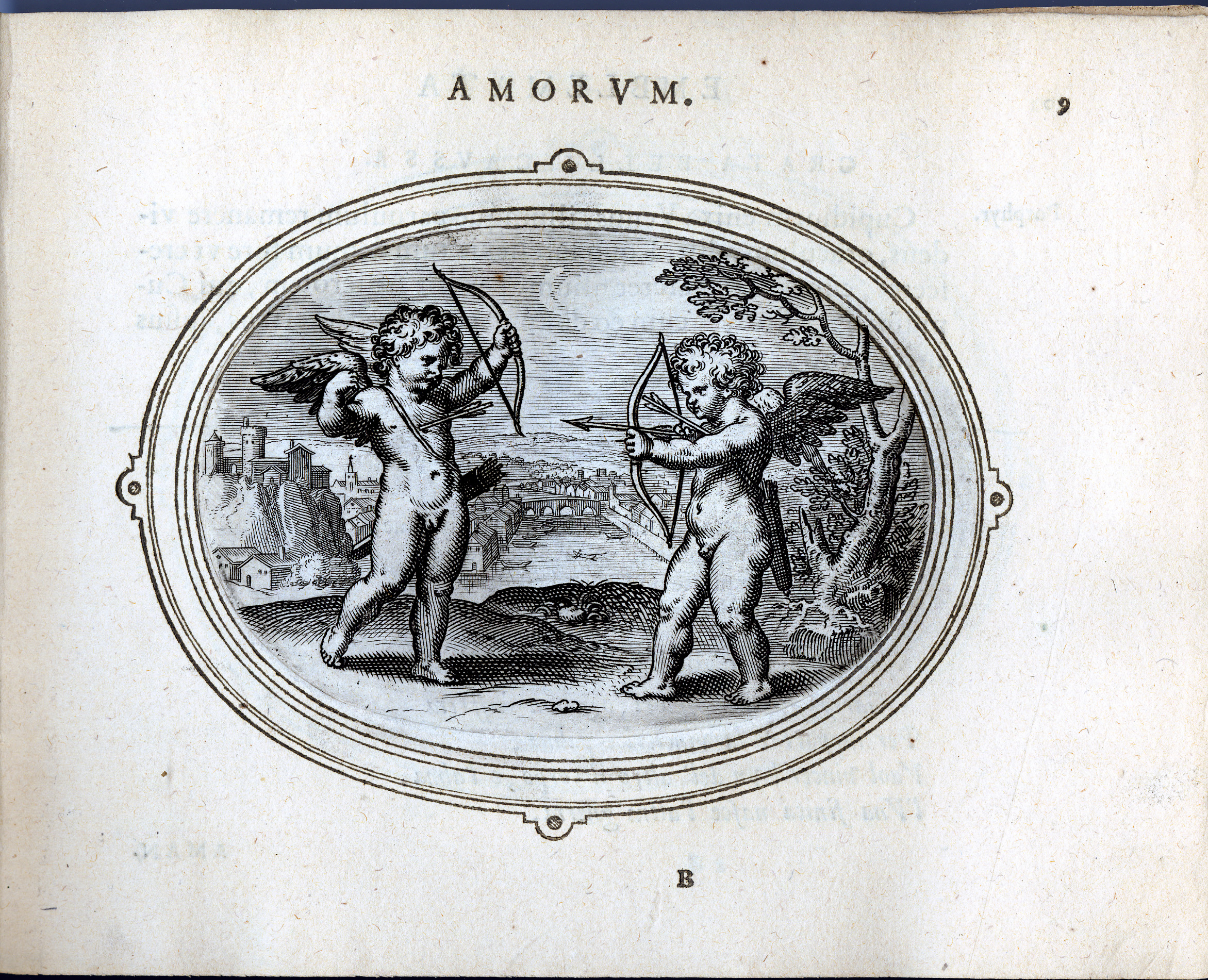
Otto van Veen, 1.Amorum Emblemata... Emblems of Love, (Alegorie lásky) s verši v latině, angličtině a italštině, 1608. Antverpy, 1608

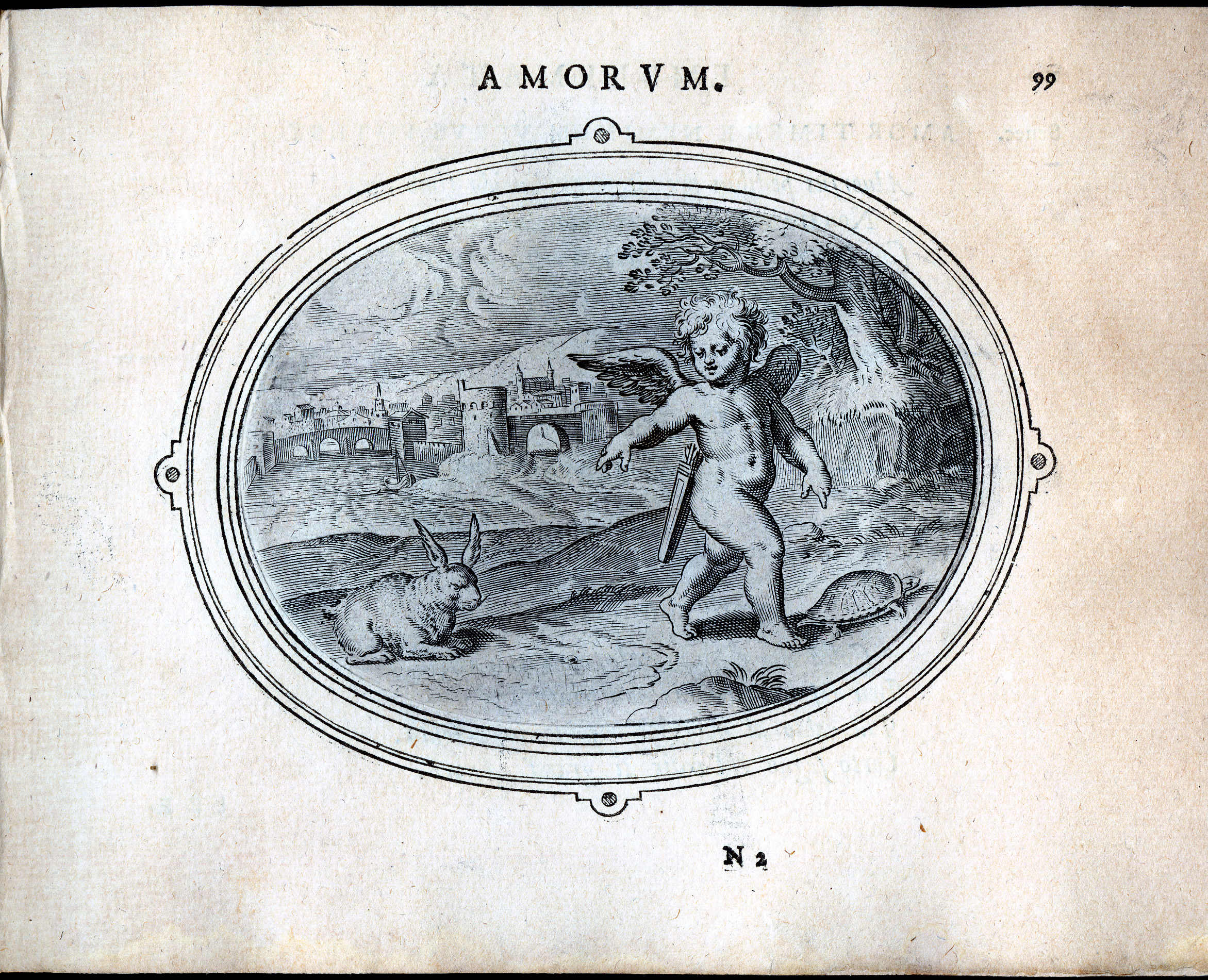
Otto van Veen, 2. Amorum Emblemata... Emblems of Love (Alegorie lásky), s verši v latině, angličtině a italštině, 1608

V Antverpách se Van Veen v roce 1593 stal mistrem v Cechu Svatého Lukáše. Dostal zde řadu zakázek na výzdobu kostelů, včetně oltářních obrazů pro antverpskou katedrálu a kaple na radnici. Otevřel si také ateliér a workshop, jehož součástí byl i Rubens. Van Veenovo spojení s Bruselem však přetrvávalo, a když se v roce 1594 Arnošt Habsburský stal guvernérem Španělského Nizozemí mohl arcivévodům Albrechtovi VII. Habsburskému a jeho ženě Isabele Kláře Evženii pomoci při získávání slavných nizozemských malířů jako byli Hieronymus Bosch a Pieter Bruegel starší. Umělec později působil jako děkan dvou významných uměleckých spolků: v roce 1602 v cechu svatého Lukáše a v roce 1606 v Gildě romantiků.

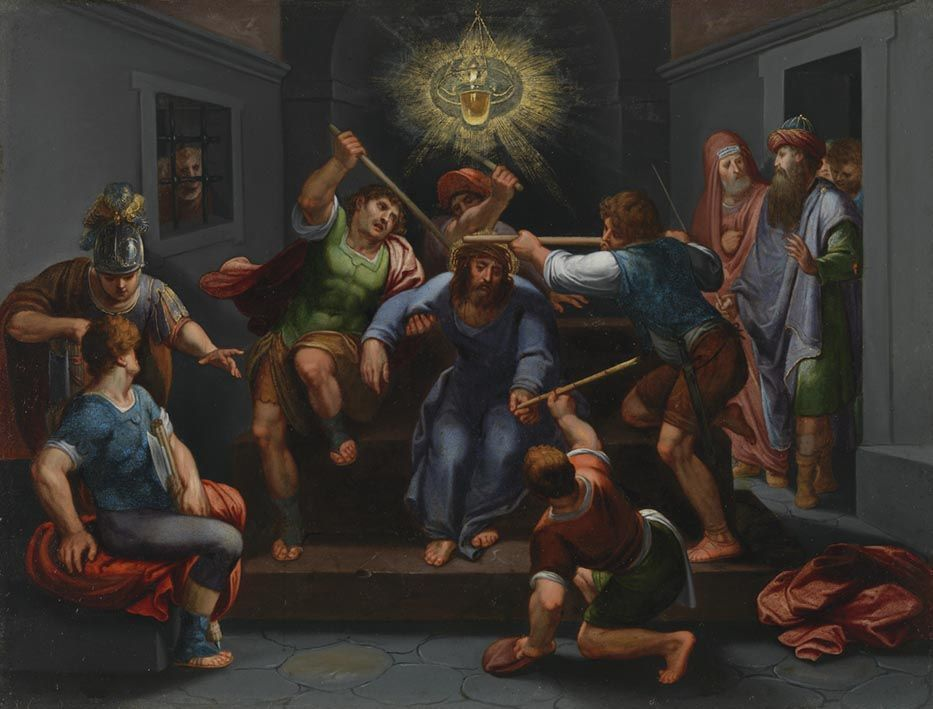
Posmívání se Kristovi

V 17. století pracoval van Veen často pro arcivévody Albrechta a Isabelu, přesto se nikdy nestal jejich dvorním malířem. Pozdější obrazy zahrnují sérii dvanácti obrazů zobrazujících bitvy Římanů a kmenem Batavú sídlícím počátkem našeho letopočtu u ústí řeky Rýn. Obrazy namaloval na základě rytin, které na toto téma vydal. Otto měl dva bratry, kteří byli také umělci: Gijsbert van Veen (1558–1630) byl uznávaným rytcem a Pieter.Jeho dcera Gertruida byla také malířkou a byl strýcem tří Pieterových dětí, Apollonie, Symona a Jacobusa, kteří se také věnovali umění.
Arnold Houbraken považoval Van Veena za nejpůsobivějšího umělce a učence své doby a jeho portrét umístil na titulní stranu své třídílné knihy "De groote schouburgh der Nederlantsche konstschilders en schilderessen (Velké divadlo nizozemských malířů).

## Emblémové knihy
Van Veen se stále více podílel na produkci "emblémových knih", včetně Quinti Horatii Flacci emblemata vydané v roce 1607, Amorum emblemata z roku 1608 a Amoris divini emblemata z roku (1615. Ve všech těchto publikacích můžeme obdivovat jeho zkušenost jako umělce a učenost jako humanisty. Publikace Amorum emblemata například obsahuje zobrazení 124 putti neboli malých amorků a k tomu patřičné texty a citace básníků, filozofů a starověkých spisovatelů o síle lásky. Tina Montone o jeho emblémových knihách napsala:
| „              | V průběhu sedmnáctého století by se knihy Amorum měly stát jedněmi z nejvlivnějších knih své doby, měly by být nejen vzorem pro další holandské i zahraniční emblémové knihy ale měly by být i zdrojem inspirace pro mnoho umělců z jiných oborů. | “ |
| — Tina Montone | |   |

Některé z těchto "emblémů" jsou dnes stejně relevantní jako byly pro publikum ze sedmnáctého století. Několik příkladů těchto hesel zní: „Varování: Z ran, které milenci rozdávají jsou ochotně uzdravováni...“ Dále cituje Cicera a Senecu na toto téma a zobrazuje dva amorky navzájem na sebe mířící. Další příklad, který je nám dnes známý jako "Příběh želvy a zajíce" (původně Ezopova bajka), má název „Vytrvalost: Zajíc a delfín sázeli na svou rychlost ...“ nám ukazuje Cupida jenž pomáhá želvě předstihnout zajíce a ilustruje tak myšlenku, že láska, která je stálá a vytrvalá, nakonec v závodě zvítězí. Amoris divini emblemata použil Pavel Florenskij jako frontispis své knihy Sloup a opora pravdy.